# Coppa Davis 2011 Zona Asia/Oceania Gruppo III
Il Gruppo III della Zona Asia/Oceania (Asia/Oceania Zone) è il terzo livello di competizione della Zona Asia/Oceania, una delle tre divisioni zonali della Coppa Davis 2011. Due nazioni vengono promosse al Gruppo II e altrettante retrocesse al Gruppo IV.

## Nazioni partecipanti
- Emirati Arabi Uniti
- Kuwait
- Libano
- Malaysia
- Birmania
- Oman
- Sri Lanka
- Sri Lanka

## Formula
Le sette nazioni partecipanti vengono suddivise in due gironi 4 squadre ciascuno, in cui ciascuna squadra affronta le altre incluse nel proprio girone. Dopodiché le prime due classificate di ciascun girone (per un totale di 4 squadre) vengono inglobate nel Pool Promozione dove ciascuna squadra affronta solo le due squadre provenienti dall'altro girone, mentre il risultato ottenuto contro la squadra proveniente dal proprio girone viene comunque mantenuto valido e conteggiato per la classifica finale. Le prime due squadre di questo Pool Promozione sono promosse al Gruppo II nel 2012.

Le altre 4 squadre invece vengono inglobate nel Pool Retrocessione, con le medesime regole del Pool Promozione. Le ultime due vengono retrocesse nel Gruppo IV nel 2012.
|   | Pool A          | Sri Lanka (bandiera) | Vietnam (bandiera) | Kuwait (bandiera) | Birmania (bandiera) |   |                           | Pool B | Libano (bandiera) | Malaysia (bandiera) | Oman (bandiera) | Emirati Arabi Uniti (bandiera) |
| 1 | Sri Lanka (3-0) |                      | 3-0                | 2-1               | 3-0                 | 1 | Libano (3-0)              |        | 3-0               | 2-1                 | 2-1             |                                |
| 2 | Vietnam (2-1)   | 0-3                  |                    | 2-1               | 2-1                 | 2 | Malaysia (2-1)            | 0-3    |                   | 2-1                 | 2-1             |                                |
| 3 | Kuwait (1-2)    | 1-2                  | 1-2                |                   | 3-0                 | 3 | Oman (1-2)                | 1-2    | 1-2               |                     | 2-1             |                                |
| 4 | Birmania (0-3)  | 0-3                  | 1-2                | 0-3               |                     | 4 | Emirati Arabi Uniti (0-3) | 1-2    | 1-2               | 1-2                 |                 |                                |

## Pool A

### Kuwait vs. Myanmar
| Kuwait 3 | Sri Lanka Tennis Association, Colombo, Sri Lanka 15 giugno 2011 Cemento (outdoor) - Hamonice | Sri Lanka Tennis Association, Colombo, Sri Lanka 15 giugno 2011 Cemento (outdoor) - Hamonice | Birmania 0 |     |   |  |
| \| \| \| \| 1 \| 2 \| 3 \| \| \| - \| \| ------------------------------------------------------------ \| --- \| --- \| - \| \| \| 1 \| \| Mohammad Ghareeb Zaw-Zaw Latt \| 6 2 \| 6 2 \| \| \| \| 2 \| \| Abdullah Maqdas Phyo Min Thar \| 6 1 \| 6 0 \| \| \| \| 3 \| \| Mohammad Ghareeb / Abdullah Maqdas Nge Hnaung / Zaw-Zaw Latt \| 6 1 \| 6 0 \| \| \| |                                                                                              |                                                                                              |            |     |   |  |
| |                                                                                              |                                                                                              | 1          | 2   | 3 |  |
| 1 | Kuwait (bandiera) · Birmania (bandiera)                                                      | Mohammad Ghareeb Zaw-Zaw Latt                                                                | 6 2        | 6 2 |   |  |
| 2 | Kuwait (bandiera) · Birmania (bandiera)                                                      | Abdullah Maqdas Phyo Min Thar                                                                | 6 1        | 6 0 |   |  |
| 3 | Kuwait (bandiera) · Birmania (bandiera)                                                      | Mohammad Ghareeb / Abdullah Maqdas Nge Hnaung / Zaw-Zaw Latt                                 | 6 1        | 6 0 |   |  |

### Sri Lanka vs. Vietnam
| Sri Lanka 3 | Sri Lanka Tennis Association, Colombo, Sri Lanka 15 giugno 2011 Cemento (outdoor) - Hamonice | Sri Lanka Tennis Association, Colombo, Sri Lanka 15 giugno 2011 Cemento (outdoor) - Hamonice | Vietnam 0 |      |     |  |
| \| \| \| \| 1 \| 2 \| 3 \| \| \| - \| \| ------------------------------------------------------------------- \| --- \| ---- \| --- \| \| \| 1 \| \| Oshada Wijemanne Quoc-Khanh Le \| 6 3 \| 6 4 \| \| \| \| 2 \| \| Harshana Godamanna Thanh-Hoang Tran \| 6 1 \| 6 4 \| \| \| \| 3 \| \| Harshana Godamanna / Rajeev Rajapakse Quoc-Khanh Le / Quang-Huy Ngo \| 6 1 \| 64 7 \| 7 5 \| \| |                                                                                              |                                                                                              |           |      |     |  |
| |                                                                                              |                                                                                              | 1         | 2    | 3   |  |
| 1 | Sri Lanka (bandiera) · Vietnam (bandiera)                                                    | Oshada Wijemanne Quoc-Khanh Le                                                               | 6 3       | 6 4  |     |  |
| 2 | Sri Lanka (bandiera) · Vietnam (bandiera)                                                    | Harshana Godamanna Thanh-Hoang Tran                                                          | 6 1       | 6 4  |     |  |
| 3 | Sri Lanka (bandiera) · Vietnam (bandiera)                                                    | Harshana Godamanna / Rajeev Rajapakse Quoc-Khanh Le / Quang-Huy Ngo                          | 6 1       | 64 7 | 7 5 |  |

### Kuwait vs. Vietnam
| Kuwait 1 | Sri Lanka Tennis Association, Colombo, Sri Lanka 16 giugno 2011 Cemento (outdoor) - Hamonice | Sri Lanka Tennis Association, Colombo, Sri Lanka 16 giugno 2011 Cemento (outdoor) - Hamonice | Vietnam 2 |      |     |  |
| \| \| \| \| 1 \| 2 \| 3 \| \| \| - \| \| ---------------------------------------------------------------- \| --- \| ---- \| --- \| \| \| 1 \| \| Ali Ghareeb Minh-Quan Do \| 6 2 \| 3 6 \| 0 6 \| \| \| 2 \| \| Abdullah Maqdas Thanh-Hoang Tran \| 6 2 \| 7 62 \| \| \| \| 3 \| \| Mohammad Ghareeb / Abdullah Maqdas Quoc-Khanh Le / Quang-Huy Ngo \| 2 6 \| 63 7 \| \| \| |                                                                                              |                                                                                              |           |      |     |  |
| |                                                                                              |                                                                                              | 1         | 2    | 3   |  |
| 1 | Kuwait (bandiera) · Vietnam (bandiera)                                                       | Ali Ghareeb Minh-Quan Do                                                                     | 6 2       | 3 6  | 0 6 |  |
| 2 | Kuwait (bandiera) · Vietnam (bandiera)                                                       | Abdullah Maqdas Thanh-Hoang Tran                                                             | 6 2       | 7 62 |     |  |
| 3 | Kuwait (bandiera) · Vietnam (bandiera)                                                       | Mohammad Ghareeb / Abdullah Maqdas Quoc-Khanh Le / Quang-Huy Ngo                             | 2 6       | 63 7 |     |  |

### Sri Lanka vs. Myanmar
| Sri Lanka 3 | Sri Lanka Tennis Association, Colombo, Sri Lanka 16 giugno 2011 Cemento (outdoor) - Hamonice | Sri Lanka Tennis Association, Colombo, Sri Lanka 16 giugno 2011 Cemento (outdoor) - Hamonice | Birmania 0 |     |   |  |
| \| \| \| \| 1 \| 2 \| 3 \| \| \| - \| \| ------------------------------------------------------------------ \| --- \| --- \| - \| \| \| 1 \| \| Oshada Wijemanne Phyo Min Thar \| 6 2 \| 6 1 \| \| \| \| 2 \| \| Harshana Godamanna Nge Hnaung \| 6 4 \| 6 2 \| \| \| \| 3 \| \| Harshana Godamanna / Rajeev Rajapakse Zaw-Zaw Latt / Phyo Min Thar \| 6 4 \| 6 3 \| \| \| |                                                                                              |                                                                                              |            |     |   |  |
| |                                                                                              |                                                                                              | 1          | 2   | 3 |  |
| 1 | Sri Lanka (bandiera) · Birmania (bandiera)                                                   | Oshada Wijemanne Phyo Min Thar                                                               | 6 2        | 6 1 |   |  |
| 2 | Sri Lanka (bandiera) · Birmania (bandiera)                                                   | Harshana Godamanna Nge Hnaung                                                                | 6 4        | 6 2 |   |  |
| 3 | Sri Lanka (bandiera) · Birmania (bandiera)                                                   | Harshana Godamanna / Rajeev Rajapakse Zaw-Zaw Latt / Phyo Min Thar                           | 6 4        | 6 3 |   |  |

### Sri Lanka vs. Kuwait
| Sri Lanka 2 | Sri Lanka Tennis Association, Colombo, Sri Lanka 17 giugno 2011 Cemento (outdoor) - Hamonice | Sri Lanka Tennis Association, Colombo, Sri Lanka 17 giugno 2011 Cemento (outdoor) - Hamonice | Kuwait 1 |     |   |        |
| \| \| \| \| 1 \| 2 \| 3 \| \| \| - \| \| ----------------------------------------------------------------------------- \| --- \| --- \| - \| ------ \| \| 1 \| \| Oshada Wijemanne Mohammad Ghareeb \| 5 7 \| 4 6 \| \| \| \| 2 \| \| Harshana Godamanna Abdullah Maqdas \| 5 4 \| \| \| ritiro \| \| 3 \| \| Harshana Godamanna / Rajeev Rajapakse Abdulrahman Alawadhi / Mohammad Ghareeb \| 6 3 \| 6 1 \| \| \| |                                                                                              |                                                                                              |          |     |   |        |
| |                                                                                              |                                                                                              | 1        | 2   | 3 |        |
| 1 | Sri Lanka (bandiera) · Kuwait (bandiera)                                                     | Oshada Wijemanne Mohammad Ghareeb                                                            | 5 7      | 4 6 |   |        |
| 2 | Sri Lanka (bandiera) · Kuwait (bandiera)                                                     | Harshana Godamanna Abdullah Maqdas                                                           | 5 4      |     |   | ritiro |
| 3 | Sri Lanka (bandiera) · Kuwait (bandiera)                                                     | Harshana Godamanna / Rajeev Rajapakse Abdulrahman Alawadhi / Mohammad Ghareeb                | 6 3      | 6 1 |   |        |

### Vietnam vs. Myanmar
| Vietnam 2 | Sri Lanka Tennis Association, Colombo, Sri Lanka 17 giugno 2011 Cemento (outdoor) - Hamonice | Sri Lanka Tennis Association, Colombo, Sri Lanka 17 giugno 2011 Cemento (outdoor) - Hamonice | Birmania 1 |     |   |  |
| \| \| \| \| 1 \| 2 \| 3 \| \| \| - \| \| --------------------------------------------------------- \| --- \| --- \| - \| \| \| 1 \| \| Minh-Quan Do Zaw-Zaw Latt \| 6 0 \| 6 2 \| \| \| \| 2 \| \| Thanh-Hoang Tran Nge Hnaung \| 4 6 \| 2 6 \| \| \| \| 3 \| \| Minh-Quan Do / Quoc-Khanh Le Zaw-Zaw Latt / Phyo Min Thar \| 6 1 \| 6 0 \| \| \| |                                                                                              |                                                                                              |            |     |   |  |
| |                                                                                              |                                                                                              | 1          | 2   | 3 |  |
| 1 | Vietnam (bandiera) · Birmania (bandiera)                                                     | Minh-Quan Do Zaw-Zaw Latt                                                                    | 6 0        | 6 2 |   |  |
| 2 | Vietnam (bandiera) · Birmania (bandiera)                                                     | Thanh-Hoang Tran Nge Hnaung                                                                  | 4 6        | 2 6 |   |  |
| 3 | Vietnam (bandiera) · Birmania (bandiera)                                                     | Minh-Quan Do / Quoc-Khanh Le Zaw-Zaw Latt / Phyo Min Thar                                    | 6 1        | 6 0 |   |  |

## Pool B

### Malesia vs. EAU
| Malaysia 2 | Sri Lanka Tennis Association, Colombo, Sri Lanka 15 giugno 2011 Cemento (outdoor) - Hamonice | Sri Lanka Tennis Association, Colombo, Sri Lanka 15 giugno 2011 Cemento (outdoor) - Hamonice | Emirati Arabi Uniti 1 |      |     |  |
| \| \| \| \| 1 \| 2 \| 3 \| \| \| - \| \| ------------------------------------------------------------------------------ \| --- \| ---- \| --- \| \| \| 1 \| \| Yew-Ming Si Hamad Abbas Janahi \| 3 6 \| 6 2 \| 6 3 \| \| \| 2 \| \| Ariez Elyaas Deen Heshaam Omar Awadhy \| 3 6 \| 7 64 \| 2 6 \| \| \| 3 \| \| Ahmed Deedat Abdul Razak / Mohamed Nazim Khan Omar Awadhy / Hamad Abbas Janahi \| 6 2 \| 6 2 \| \| \| |                                                                                              |                                                                                              |                       |      |     |  |
| |                                                                                              |                                                                                              | 1                     | 2    | 3   |  |
| 1 | Malaysia (bandiera) · Emirati Arabi Uniti (bandiera)                                         | Yew-Ming Si Hamad Abbas Janahi                                                               | 3 6                   | 6 2  | 6 3 |  |
| 2 | Malaysia (bandiera) · Emirati Arabi Uniti (bandiera)                                         | Ariez Elyaas Deen Heshaam Omar Awadhy                                                        | 3 6                   | 7 64 | 2 6 |  |
| 3 | Malaysia (bandiera) · Emirati Arabi Uniti (bandiera)                                         | Ahmed Deedat Abdul Razak / Mohamed Nazim Khan Omar Awadhy / Hamad Abbas Janahi               | 6 2                   | 6 2  |     |  |

### Oman vs. Libano
| Oman 1 | Sri Lanka Tennis Association, Colombo, Sri Lanka 15 giugno 2011 Cemento (outdoor) - Hamonice | Sri Lanka Tennis Association, Colombo, Sri Lanka 15 giugno 2011 Cemento (outdoor) - Hamonice | Libano 2 |     |   |        |
| \| \| \| \| 1 \| 2 \| 3 \| \| \| - \| \| ---------------------------------------------------------------------- \| ---- \| --- \| - \| ------ \| \| 1 \| \| Mohammed Al Nabhani Karim Alayli \| 1 6 \| 5 7 \| \| \| \| 2 \| \| Khalid Al Nabhani Bassam Beidas \| 2 6 \| 1 6 \| \| \| \| 3 \| \| Khalid Al Nabhani / Mohammed Al Nabhani Bassam Beidas / Patrick Chucri \| 65 7 \| 1 2 \| \| ritiro \| |                                                                                              |                                                                                              |          |     |   |        |
| |                                                                                              |                                                                                              | 1        | 2   | 3 |        |
| 1 | Oman (bandiera) · Libano (bandiera)                                                          | Mohammed Al Nabhani Karim Alayli                                                             | 1 6      | 5 7 |   |        |
| 2 | Oman (bandiera) · Libano (bandiera)                                                          | Khalid Al Nabhani Bassam Beidas                                                              | 2 6      | 1 6 |   |        |
| 3 | Oman (bandiera) · Libano (bandiera)                                                          | Khalid Al Nabhani / Mohammed Al Nabhani Bassam Beidas / Patrick Chucri                       | 65 7     | 1 2 |   | ritiro |

### Malesia vs. Oman
| Malaysia 2 | Sri Lanka Tennis Association, Colombo, Sri Lanka 16 giugno 2011 Cemento (outdoor) - Hamonice | Sri Lanka Tennis Association, Colombo, Sri Lanka 16 giugno 2011 Cemento (outdoor) - Hamonice | Oman 1 |     |     |        |
| \| \| \| \| 1 \| 2 \| 3 \| \| \| - \| \| ------------------------------------------------------------------------------ \| --- \| --- \| --- \| ------ \| \| 1 \| \| Mohamed Nazim Khan Mohammed Al Nabhani \| 1 6 \| \| \| ritiro \| \| 2 \| \| Ariez Elyaas Deen Heshaam Khalid Al Nabhani \| 6 4 \| 6 4 \| \| \| \| 3 \| \| Ahmed Deedat Abdul Razak / Yew-Ming Si Khalid Al Nabhani / Mohammed Al Nabhani \| 3 6 \| 6 3 \| 6 2 \| \| |                                                                                              |                                                                                              |        |     |     |        |
| |                                                                                              |                                                                                              | 1      | 2   | 3   |        |
| 1 | Malaysia (bandiera) · Oman (bandiera)                                                        | Mohamed Nazim Khan Mohammed Al Nabhani                                                       | 1 6    |     |     | ritiro |
| 2 | Malaysia (bandiera) · Oman (bandiera)                                                        | Ariez Elyaas Deen Heshaam Khalid Al Nabhani                                                  | 6 4    | 6 4 |     |        |
| 3 | Malaysia (bandiera) · Oman (bandiera)                                                        | Ahmed Deedat Abdul Razak / Yew-Ming Si Khalid Al Nabhani / Mohammed Al Nabhani               | 3 6    | 6 3 | 6 2 |        |

### Libano vs. EAU
| Libano 2 | Sri Lanka Tennis Association, Colombo, Sri Lanka 16 giugno 2011 Cemento (outdoor) - Hamonice | Sri Lanka Tennis Association, Colombo, Sri Lanka 16 giugno 2011 Cemento (outdoor) - Hamonice | Emirati Arabi Uniti 1 |     |   |        |
| \| \| \| \| 1 \| 2 \| 3 \| \| \| - \| \| ----------------------------------------------------------------- \| --- \| --- \| - \| ------ \| \| 1 \| \| Karim Alayli Faisal Bastaki \| 6 1 \| 6 1 \| \| \| \| 2 \| \| Bassam Beidas Khaled Al Hassani \| 6 2 \| 6 0 \| \| \| \| 3 \| \| Bassam Beidas / Giovani Samaha Khaled Al Hassani / Faisal Bastaki \| 3 4 \| \| \| ritiro \| |                                                                                              |                                                                                              |                       |     |   |        |
| |                                                                                              |                                                                                              | 1                     | 2   | 3 |        |
| 1 | Libano (bandiera) · Emirati Arabi Uniti (bandiera)                                           | Karim Alayli Faisal Bastaki                                                                  | 6 1                   | 6 1 |   |        |
| 2 | Libano (bandiera) · Emirati Arabi Uniti (bandiera)                                           | Bassam Beidas Khaled Al Hassani                                                              | 6 2                   | 6 0 |   |        |
| 3 | Libano (bandiera) · Emirati Arabi Uniti (bandiera)                                           | Bassam Beidas / Giovani Samaha Khaled Al Hassani / Faisal Bastaki                            | 3 4                   |     |   | ritiro |

### Malesia vs. Libano
| Malaysia 0 | Sri Lanka Tennis Association, Colombo, Sri Lanka 17 giugno 2011 Cemento (outdoor) - Hamonice | Sri Lanka Tennis Association, Colombo, Sri Lanka 17 giugno 2011 Cemento (outdoor) - Hamonice | Libano 3 |     |     |        |
| \| \| \| \| 1 \| 2 \| 3 \| \| \| - \| \| --------------------------------------------------------------------- \| --- \| --- \| --- \| ------ \| \| 1 \| \| Ahmed Deedat Abdul Razak Karim Alayli \| 2 6 \| 2 6 \| \| \| \| 2 \| \| Ariez Elyaas Deen Heshaam Bassam Beidas \| 1 6 \| 5 7 \| \| \| \| 3 \| \| Ariez Elyaas Deen Hesham / Yew-Ming Si Bassam Beidas / Patrick Chucri \| 6 3 \| 1 6 \| 1 4 \| ritiro \| |                                                                                              |                                                                                              |          |     |     |        |
| |                                                                                              |                                                                                              | 1        | 2   | 3   |        |
| 1 | Malaysia (bandiera) · Libano (bandiera)                                                      | Ahmed Deedat Abdul Razak Karim Alayli                                                        | 2 6      | 2 6 |     |        |
| 2 | Malaysia (bandiera) · Libano (bandiera)                                                      | Ariez Elyaas Deen Heshaam Bassam Beidas                                                      | 1 6      | 5 7 |     |        |
| 3 | Malaysia (bandiera) · Libano (bandiera)                                                      | Ariez Elyaas Deen Hesham / Yew-Ming Si Bassam Beidas / Patrick Chucri                        | 6 3      | 1 6 | 1 4 | ritiro |

### Oman vs. EAU
| Oman 2 | Sri Lanka Tennis Association, Colombo, Sri Lanka 17 giugno 2011 Cemento (outdoor) - Hamonice | Sri Lanka Tennis Association, Colombo, Sri Lanka 17 giugno 2011 Cemento (outdoor) - Hamonice | Emirati Arabi Uniti 1 |     |      |  |
| \| \| \| \| 1 \| 2 \| 3 \| \| \| - \| \| ------------------------------------------------------------------------ \| ---- \| --- \| ---- \| \| \| 1 \| \| Mohammed Al Nabhani Hamad Abbas Janahi \| 6 2 \| 6 2 \| \| \| \| 2 \| \| Khalid Al Nabhani Omar Awadhy \| 3 6 \| 3 6 \| \| \| \| 3 \| \| Khalid Al Nabhani / Mohammed Al Nabhani Omar Awadhy / Hamad Abbas Janahi \| 7 64 \| 2 6 \| 7 65 \| \| |                                                                                              |                                                                                              |                       |     |      |  |
| |                                                                                              |                                                                                              | 1                     | 2   | 3    |  |
| 1 | Oman (bandiera) · Emirati Arabi Uniti (bandiera)                                             | Mohammed Al Nabhani Hamad Abbas Janahi                                                       | 6 2                   | 6 2 |      |  |
| 2 | Oman (bandiera) · Emirati Arabi Uniti (bandiera)                                             | Khalid Al Nabhani Omar Awadhy                                                                | 3 6                   | 3 6 |      |  |
| 3 | Oman (bandiera) · Emirati Arabi Uniti (bandiera)                                             | Khalid Al Nabhani / Mohammed Al Nabhani Omar Awadhy / Hamad Abbas Janahi                     | 7 64                  | 2 6 | 7 65 |  |

## Pool Promozione

### Sri Lanka vs. Malesia
| Sri Lanka 2 | Sri Lanka Tennis Association, Colombo, Sri Lanka 18 giugno 2011 Cemento (outdoor) - Hamonice | Sri Lanka Tennis Association, Colombo, Sri Lanka 18 giugno 2011 Cemento (outdoor) - Hamonice | Malaysia 1 |     |   |  |
| \| \| \| \| 1 \| 2 \| 3 \| \| \| - \| \| ----------------------------------------------------------------------------------- \| --- \| --- \| - \| \| \| 1 \| \| Oshada Wijemanne Yew-Ming Si \| 6 4 \| 7 5 \| \| \| \| 2 \| \| Harshana Godamanna Ariez Elyaas Deen Heshaam \| 6 1 \| 6 2 \| \| \| \| 3 \| \| Rajeev Rajapakse / Dineshkanthan Thangarajah Ahmed Deedat Abdul Razak / Yew-Ming Si \| 4 6 \| 2 6 \| \| \| |                                                                                              |                                                                                              |            |     |   |  |
| |                                                                                              |                                                                                              | 1          | 2   | 3 |  |
| 1 | Sri Lanka (bandiera) · Malaysia (bandiera)                                                   | Oshada Wijemanne Yew-Ming Si                                                                 | 6 4        | 7 5 |   |  |
| 2 | Sri Lanka (bandiera) · Malaysia (bandiera)                                                   | Harshana Godamanna Ariez Elyaas Deen Heshaam                                                 | 6 1        | 6 2 |   |  |
| 3 | Sri Lanka (bandiera) · Malaysia (bandiera)                                                   | Rajeev Rajapakse / Dineshkanthan Thangarajah Ahmed Deedat Abdul Razak / Yew-Ming Si          | 4 6        | 2 6 |   |  |

### Vietnam vs. Libano
| Vietnam 0 | Sri Lanka Tennis Association, Colombo, Sri Lanka 18 giugno 2011 Cemento (outdoor) - Hamonice | Sri Lanka Tennis Association, Colombo, Sri Lanka 18 giugno 2011 Cemento (outdoor) - Hamonice | Libano 3 |     |   |        |
| \| \| \| \| 1 \| 2 \| 3 \| \| \| - \| \| ------------------------------------------------------------- \| --- \| --- \| - \| ------ \| \| 1 \| \| Quoc-Khanh Le Karim Alayli \| 3 6 \| 2 6 \| \| \| \| 2 \| \| Minh-Quan Do Bassam Beidas \| 0 6 \| 2 6 \| \| \| \| 3 \| \| Quoc-Khanh Le / Quang-Huy Ngo Patrick Chucri / Giovani Samaha \| 5 4 \| \| \| ritiro \| |                                                                                              |                                                                                              |          |     |   |        |
| |                                                                                              |                                                                                              | 1        | 2   | 3 |        |
| 1 | Vietnam (bandiera) · Libano (bandiera)                                                       | Quoc-Khanh Le Karim Alayli                                                                   | 3 6      | 2 6 |   |        |
| 2 | Vietnam (bandiera) · Libano (bandiera)                                                       | Minh-Quan Do Bassam Beidas                                                                   | 0 6      | 2 6 |   |        |
| 3 | Vietnam (bandiera) · Libano (bandiera)                                                       | Quoc-Khanh Le / Quang-Huy Ngo Patrick Chucri / Giovani Samaha                                | 5 4      |     |   | ritiro |

### Sri Lanka vs. Libano
| Sri Lanka 3 | Sri Lanka Tennis Association, Colombo, Sri Lanka 19 giugno 2011 Cemento (outdoor) - Hamonice | Sri Lanka Tennis Association, Colombo, Sri Lanka 19 giugno 2011 Cemento (outdoor) - Hamonice | Libano 0 |     |   |        |
| \| \| \| \| 1 \| 2 \| 3 \| \| \| - \| \| ------------------------------------------------------------------- \| --- \| --- \| - \| ------ \| \| 1 \| \| Oshada Wijemanne Karim Alayli \| 5 2 \| \| \| ritiro \| \| 2 \| \| Harshana Godamanna Giovani Samaha \| 6 2 \| 6 1 \| \| \| \| 3 \| \| Rajeev Rajapakse / Oshada Wijemanne Patrick Chucri / Giovani Samaha \| 1 0 \| \| \| ritiro \| |                                                                                              |                                                                                              |          |     |   |        |
| |                                                                                              |                                                                                              | 1        | 2   | 3 |        |
| 1 | Sri Lanka (bandiera) · Libano (bandiera)                                                     | Oshada Wijemanne Karim Alayli                                                                | 5 2      |     |   | ritiro |
| 2 | Sri Lanka (bandiera) · Libano (bandiera)                                                     | Harshana Godamanna Giovani Samaha                                                            | 6 2      | 6 1 |   |        |
| 3 | Sri Lanka (bandiera) · Libano (bandiera)                                                     | Rajeev Rajapakse / Oshada Wijemanne Patrick Chucri / Giovani Samaha                          | 1 0      |     |   | ritiro |

### Vietnam vs. Malesia
| Vietnam 2 | Sri Lanka Tennis Association, Colombo, Sri Lanka 16 giugno 2011 Cemento (outdoor) - Hamonice | Sri Lanka Tennis Association, Colombo, Sri Lanka 16 giugno 2011 Cemento (outdoor) - Hamonice | Malaysia 1 |      |     |  |
| \| \| \| \| 1 \| 2 \| 3 \| \| \| - \| \| -------------------------------------------------------------------------- \| --- \| ---- \| --- \| \| \| 1 \| \| Quoc-Khanh Le Yew-Ming Si \| 3 6 \| 3 6 \| \| \| \| 2 \| \| Thanh-Hoang Tran Ariez Elyaas Deen Heshaam \| 2 6 \| 6 3 \| 6 0 \| \| \| 3 \| \| Minh-Quan Do / Quang-Huy Ngo Ahmed Deedat Abdul Razak / Mohamed Nazim Khan \| 6 0 \| 7 64 \| \| \| |                                                                                              |                                                                                              |            |      |     |  |
| |                                                                                              |                                                                                              | 1          | 2    | 3   |  |
| 1 | Vietnam (bandiera) · Malaysia (bandiera)                                                     | Quoc-Khanh Le Yew-Ming Si                                                                    | 3 6        | 3 6  |     |  |
| 2 | Vietnam (bandiera) · Malaysia (bandiera)                                                     | Thanh-Hoang Tran Ariez Elyaas Deen Heshaam                                                   | 2 6        | 6 3  | 6 0 |  |
| 3 | Vietnam (bandiera) · Malaysia (bandiera)                                                     | Minh-Quan Do / Quang-Huy Ngo Ahmed Deedat Abdul Razak / Mohamed Nazim Khan                   | 6 0        | 7 64 |     |  |

## Pool Retrocessione

### Kuwait vs. EAU
| Kuwait 3 | Sri Lanka Tennis Association, Colombo, Sri Lanka 18 giugno 2011 Cemento (outdoor) - Hamonice | Sri Lanka Tennis Association, Colombo, Sri Lanka 18 giugno 2011 Cemento (outdoor) - Hamonice | Emirati Arabi Uniti 0 |     |     |  |
| \| \| \| \| 1 \| 2 \| 3 \| \| \| - \| \| ------------------------------------------------------------------- \| --- \| --- \| --- \| \| \| 1 \| \| Mohammad Ghareeb Hamad Abbas Janahi \| 6 4 \| 2 6 \| 6 2 \| \| \| 2 \| \| Abdullah Maqdas Omar Awadhy \| 6 1 \| 7 6 \| \| \| \| 3 \| \| Abdulrahman Alawadhi / Ali Ghareeb Omar Awadhy / Hamad Abbas Janahi \| 6 4 \| 6 1 \| \| \| |                                                                                              |                                                                                              |                       |     |     |  |
| |                                                                                              |                                                                                              | 1                     | 2   | 3   |  |
| 1 | Kuwait (bandiera) · Emirati Arabi Uniti (bandiera)                                           | Mohammad Ghareeb Hamad Abbas Janahi                                                          | 6 4                   | 2 6 | 6 2 |  |
| 2 | Kuwait (bandiera) · Emirati Arabi Uniti (bandiera)                                           | Abdullah Maqdas Omar Awadhy                                                                  | 6 1                   | 7 6 |     |  |
| 3 | Kuwait (bandiera) · Emirati Arabi Uniti (bandiera)                                           | Abdulrahman Alawadhi / Ali Ghareeb Omar Awadhy / Hamad Abbas Janahi                          | 6 4                   | 6 1 |     |  |

### Myanmar vs. Oman
| Birmania 1 | Sri Lanka Tennis Association, Colombo, Sri Lanka 18 giugno 2011 Cemento (outdoor) - Hamonice | Sri Lanka Tennis Association, Colombo, Sri Lanka 18 giugno 2011 Cemento (outdoor) - Hamonice | Oman 2 |     |   |  |
| \| \| \| \| 1 \| 2 \| 3 \| \| \| - \| \| -------------------------------------------------------------------- \| --- \| --- \| - \| \| \| 1 \| \| Phyo Min Thar Mohammed Al Nabhani \| 4 6 \| 3 6 \| \| \| \| 2 \| \| Nge Hnaung Khalid Al Nabhani \| 3 6 \| 3 6 \| \| \| \| 3 \| \| Zaw-Zaw Latt / Phyo Min Thar Khalid Al Nabhani / Mohammed Al Nabhani \| 6 0 \| 6 0 \| \| \| |                                                                                              |                                                                                              |        |     |   |  |
| |                                                                                              |                                                                                              | 1      | 2   | 3 |  |
| 1 | Birmania (bandiera) · Oman (bandiera)                                                        | Phyo Min Thar Mohammed Al Nabhani                                                            | 4 6    | 3 6 |   |  |
| 2 | Birmania (bandiera) · Oman (bandiera)                                                        | Nge Hnaung Khalid Al Nabhani                                                                 | 3 6    | 3 6 |   |  |
| 3 | Birmania (bandiera) · Oman (bandiera)                                                        | Zaw-Zaw Latt / Phyo Min Thar Khalid Al Nabhani / Mohammed Al Nabhani                         | 6 0    | 6 0 |   |  |

### Kuwait vs. Oman
| Kuwait 3 | Sri Lanka Tennis Association, Colombo, Sri Lanka 19 giugno 2011 Cemento (outdoor) - Hamonice | Sri Lanka Tennis Association, Colombo, Sri Lanka 19 giugno 2011 Cemento (outdoor) - Hamonice | Oman 0 |     |   |  |
| \| \| \| \| 1 \| 2 \| 3 \| \| \| - \| \| ------------------------------------------------------------------------------ \| ----- \| --- \| - \| \| \| 1 \| \| Abdulrahman Alawadhi Khalid Hamdi Al-Barwani \| 6 1 1 \| 6 \| \| \| \| 2 \| \| Ali Ghareeb Abdulmalik Alawfi \| 6 2 \| 6 1 \| \| \| \| 3 \| \| Abdulrahman Alawadhi / Ali Ghareeb Abdulmalik Alawfi / Khalid Hamdi Al-Barwani \| 6 0 \| 6 1 \| \| \| |                                                                                              |                                                                                              |        |     |   |  |
| |                                                                                              |                                                                                              | 1      | 2   | 3 |  |
| 1 | Kuwait (bandiera) · Oman (bandiera)                                                          | Abdulrahman Alawadhi Khalid Hamdi Al-Barwani                                                 | 6 1 1  | 6   |   |  |
| 2 | Kuwait (bandiera) · Oman (bandiera)                                                          | Ali Ghareeb Abdulmalik Alawfi                                                                | 6 2    | 6 1 |   |  |
| 3 | Kuwait (bandiera) · Oman (bandiera)                                                          | Abdulrahman Alawadhi / Ali Ghareeb Abdulmalik Alawfi / Khalid Hamdi Al-Barwani               | 6 0    | 6 1 |   |  |

### Myanmar vs. EAU
| Birmania 1 | Sri Lanka Tennis Association, Colombo, Sri Lanka 16 giugno 2011 Cemento (outdoor) - Hamonice | Sri Lanka Tennis Association, Colombo, Sri Lanka 16 giugno 2011 Cemento (outdoor) - Hamonice | Emirati Arabi Uniti 2 |     |     |  |
| \| \| \| \| 1 \| 2 \| 3 \| \| \| - \| \| ------------------------------------------------------------------------ \| --- \| --- \| --- \| \| \| 1 \| \| Aung Kyaw Naing Hamad Abbas Janahi \| 2 6 \| 0 6 \| \| \| \| 2 \| \| Phyo Min Thar Omar Awadhy \| 3 6 \| 6 3 \| 1 6 \| \| \| 3 \| \| Nge Hnaung / Zaw-Zaw Latt Mahmoud-Khalifa Al Balushi / Khaled Al Hassani \| 6 0 \| 6 0 \| \| \| |                                                                                              |                                                                                              |                       |     |     |  |
| |                                                                                              |                                                                                              | 1                     | 2   | 3   |  |
| 1 | Birmania (bandiera) · Emirati Arabi Uniti (bandiera)                                         | Aung Kyaw Naing Hamad Abbas Janahi                                                           | 2 6                   | 0 6 |     |  |
| 2 | Birmania (bandiera) · Emirati Arabi Uniti (bandiera)                                         | Phyo Min Thar Omar Awadhy                                                                    | 3 6                   | 6 3 | 1 6 |  |
| 3 | Birmania (bandiera) · Emirati Arabi Uniti (bandiera)                                         | Nge Hnaung / Zaw-Zaw Latt Mahmoud-Khalifa Al Balushi / Khaled Al Hassani                     | 6 0                   | 6 0 |     |  |

## Classifica finale
|  |    | Classifica finale   |
|  | -- | ------------------- |
|  | 1. | Sri Lanka           |
|  | 2. | Libano              |
|  | 3. | Vietnam             |
|  | 4. | Malaysia            |
|  | 5. | Kuwait              |
|  | 6. | Oman                |
|  | 7. | Emirati Arabi Uniti |
|  | 8. | Birmania            |

## Verdetti
- Promosse al Gruppo II: Sri Lanka, Libano
- Retrocesse al Gruppo IV: EAU, Myanmar